# Timosina
Las timosinas son un grupo de proteínas de naturaleza hormonal que intervienen en el desarrollo de las células del sistema inmune.

## Descubrimiento
La primera timosina que se logró aislar fue descubierta en los años 40 por Allan Goldstein, mientras trataba de identificar una hormona que ayudaría a madurar al sistema inmunitario celular, constituido por las células T, así llamadas por considerarse que derivaban de la glándula timo. Goldstein logró producir en cultivos la Timosina fracción 5, pensando inicialmente que era un polipéptido único, aunque finalmente se demostró que estaba formado por una mezcla de 30 a 40 componentes de polipéptidos pequeños.
En 1972 fue identificada la Timosina α1 (compuesta de 28 aminoácidos) y en 1981 la Timosina β4 (compuesta de 43 aminoácidos). 
Aunque su denominación está relacionada con el timo, estudios posteriores han puesto de manifiesto que se producen en células de todo el organismo.

## Actividad y funciones
Las β-timosinas son reguladores de la actina G, es decir, la actina no polimerizada, y son requeridas para mantener un acervo adecuado de monómeros de actina en el citoplasma. Es decir, el acervo de actina G de la célula se encuentra controlado por la timosina; uniones estequiométricas 1:1 son las que responden al flujo de polimerización de actina bajo las señales adecuadas. La forma predominante es la timosina β4, que es un elemento de la familia de las proteínas secuestradoras de monómeros de actina.
Por tanto, la timosina β4 intercepta las moléculas de actina monoméricas impidiendo su polimerización. Dadas la profusión en el citosol y la capacidad de unir ATP (adenosín trifosfato) de la actina G, cosa que no sucede con la actina F, se considera a la timosina β4 como un regulador esencial de la polimerización, tamponando en cierta manera la reacción de polimerización como sigue:
Actina F <-> actina G + Tβ4 <-> actina G/Tβ4
El incremento en las concentración de la timosina en el citosol provoca un incremento en la concentración de monómeros de actina, inhibiendo la concentración de actina F puesto que esta última está en equilibrio con los monómeros de actina. Más aún, la timosina compite por los monómeros de actina con la profilina.
Otros estudios han identificado una acción completamente diferente de timosina beta 4, que regula la producción de actina, un componente del citoesqueleto y la producción de laminina, una proteína que actúa en el proceso de curación de heridas. Por lo tanto, se van a estudiar las posibles aplicaciones de esta sustancia en el tratamiento de las lesiones en la córnea o de infarto